# Дом Каратыгина
Дом Каратыгина — заброшенное руинированное здание XIX века в Муроме, расположенное по адресу: улица Тимирязева, 3 (до революции — Благовещенская).

## Описание
Строительство дома началось в 1837 году купцом Григорием Александровичем Шведовым.. В 1862 году после смерти Шведова и разорения его наследников дом был куплен купцом Максимом Афанасьевичем Каратыгиным.
Дом выполнен в стиле ампир, с выделяющимся главным фасадом, выходящим на южную сторону. Над 5 арками первого этажа расположился изящный портик с 6 колоннами. Завершением фасада здания служил фронтон, расположенный над портиком. Главный вход был расположен в арочном проёме торцевой части здания. На восточной стороне дома был построен балкон с видом на реку Оку.
Содержание дома на Благовещенской обходилось не дёшево, и Каратыгин сдавал помещения дома в аренду. В 1873 году в доме располагались офицерские квартиры пехотного батальона. Осенью 1874 года Максим Афанасьевич заболел и вскоре умер. Дом перешел к его наследникам, которые также продолжали сдавать помещения в аренду.
В 1875 году дом был отдан под реальное училище сроком на 5 лет. В 1880 году наследники пытались продать Дом Каратыгина за 24000 рублей, но после осмотра губернским архитектором С. Е. Эвертом, земство отказалось покупать здания, так как по подсчетам на его ремонт требовалось ещё около 30000 рублей. Наследники продолжали сдавать дом в аренду. В 1881 году дом сдавался в аренду штабу 13-го Нарвского гусарского полка, также в здании были размещены ветеринарный лазарет и команда трубачей.

### После революции
25 марта 1917 дом был занят Муромским Советом рабочих и солдатских депутатов. 12 ноября того же года в стенах здания была провозглашена советская власть в городе.
В середине лета 1918 года в подвале был произведен расстрел участников антисоветского восстания в Муроме: по приказу председателя Муромского Совета Ерлыкина были приговорены к расстрелу Леман А. А., Способин Б. А. и другие.
В 30-х годах дом был отдан под коммунальные квартиры, которые находились там до конца 80-х.
С конца 20 века дом не используется и постепенно разрушается. К настоящему времени утрачены кровли и почти все перекрытия, имеются проломы в стенах, обрушились четыре колонны портика (фрагмент одной из них висит на остатках металлических связей), не сохранились сени, погибла значительная часть фасадного декора и вся отделка интерьеров.
В 2024 году дом обнесли забором и удалили растительность вокруг и на самом здании.